# بنيون
بنيون هي حلوى جزائرية تحضر من غير خبز، عادة احتفالات عيد الفطر، تمتلئ المائدة الجزائرية بالحلويات التقليدي. ومن بين هؤلاء نجد منها النبيوان.

## أصل الكلمة
أصل الكلمة بنيون أو بنيون (بنيون) اسم مشتق من كلمة بنين وتعني لذيذ باللهجة الجزائرية.

## تحضير
يُصنع البنيون  من عجينة مغطاة عادة بطبقة علوية. العجينة عبارة عن خليط من الفواكه المجففة المحمصة والمطحونة (الجوز والفول السوداني واللوز والكاجو وغيرها)، بسكويت أو رقاقة أو موسكتشو مطحون ناعم، سكر بودرة، كاكاو، حلوى تركية ونكهة من اختيارك. وفقًا للأخير، يتم اختيار الطبقة العلوية. الشوكولاتة هي الطبقة الكلاسيكية الأكثر استخدامًا. يمكن أن يأخذ البنيوين عدة أشكال منها الكرة أو المربع.